# Ludmilla von Böhmen (um 1170)

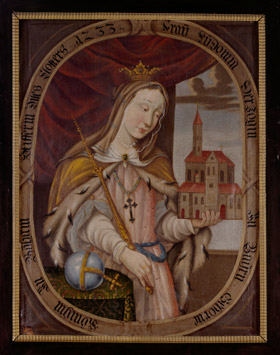
Ölgemälde im Kloster Seligenthal

Ludmilla von Böhmen (tschechisch: Ludmila; * um 1170; † 4. August 1240 in Landshut) war eine böhmische Prinzessin und durch ihre zweite Heirat Herzogin von Bayern.
Ludmilla war eine Tochter des Herzogs Friedrich von Böhmen und seiner Gemahlin Elisabeth von Ungarn. Sie heiratete 1184 Graf Adalbert (Albert) III. von Bogen (1165–1197). Mit diesem hatte sie drei Söhne, mit denen die Grafen von Bogen ausstarben:
- Berthold IV. († 1218, gefallen), Graf von Bogen, heiratete Kunigunde von Hirschberg
- Adalbert IV. († 1242), Graf von Bogen, heiratete Richza von Dillingen
- Diepold († 1219) war Geistlicher in Regensburg

Im Jahr 1204 heiratete Ludmilla Herzog Ludwig I. von Bayern, einen ehemaligen Feind ihres ersten Gatten. Der Legende nach hatte dieser Ludmilla verführen wollen, diese jedoch von ihm ein Eheversprechen erbeten. Auf einem Vorhang ihres Schlafgemachs ließ sie drei Gestalten malen, hinter denen sich drei Ritter verbargen. Als Ludwig das Eheversprechen gab, traten diese drei Ritter als Zeugen hervor.
Mit seiner Ehe gewann Ludwig König Ottokar I. von Böhmen, den Cousin seiner Gemahlin, zum Verbündeten und konnte damit den sich ausbreitenden Babenbergern die Stirn bieten. Mit ihrem zweiten Mann hatte Ludmilla einen weiteren Sohn, Otto II. (1206–1253), den späteren Herzog von Bayern und Pfalzgraf bei Rhein.
Den damals minderjährigen Söhnen aus Ludmillas erster Ehe war Ludwig ein guter Vater. Nachdem Adalbert V. von Bogen 1242 ohne Erben gestorben war, ging die Grafschaft Bogen (mit deren weiß-blauem Rautenwappen) an seinen Halbbruder Otto II. von Bayern über und verblieb von da an in der Hand der Wittelsbacher. Das zu ihrer Mitgift gehörige Künische Gebirge fiel 1273 wieder an die böhmische Krone zurück.
Nach dem Tod ihres Mannes gründete Ludmilla 1232 das Kloster Seligenthal als Grablege der Wittelsbacher, wo sie von da an lebte und auch bestattet ist.
In Landshut wurde eine Straße nach ihr benannt.
2015 wurde eine Straße in einem Neubaugebiet im Westen der Stadt Straubing nach Ludmilla benannt. Straubing ist Verwaltungssitz des Landkreises Straubing-Bogen.